# Vlieland Heliport
Vlieland Heliport, officieel genaamd militaire helihaven Oost-Vlieland, is een helikopterhaven op het Nederlandse waddeneiland Vlieland. Het terrein met een straal van 50 meter bevindt zich op de oostpunt van het eiland bij de haven.

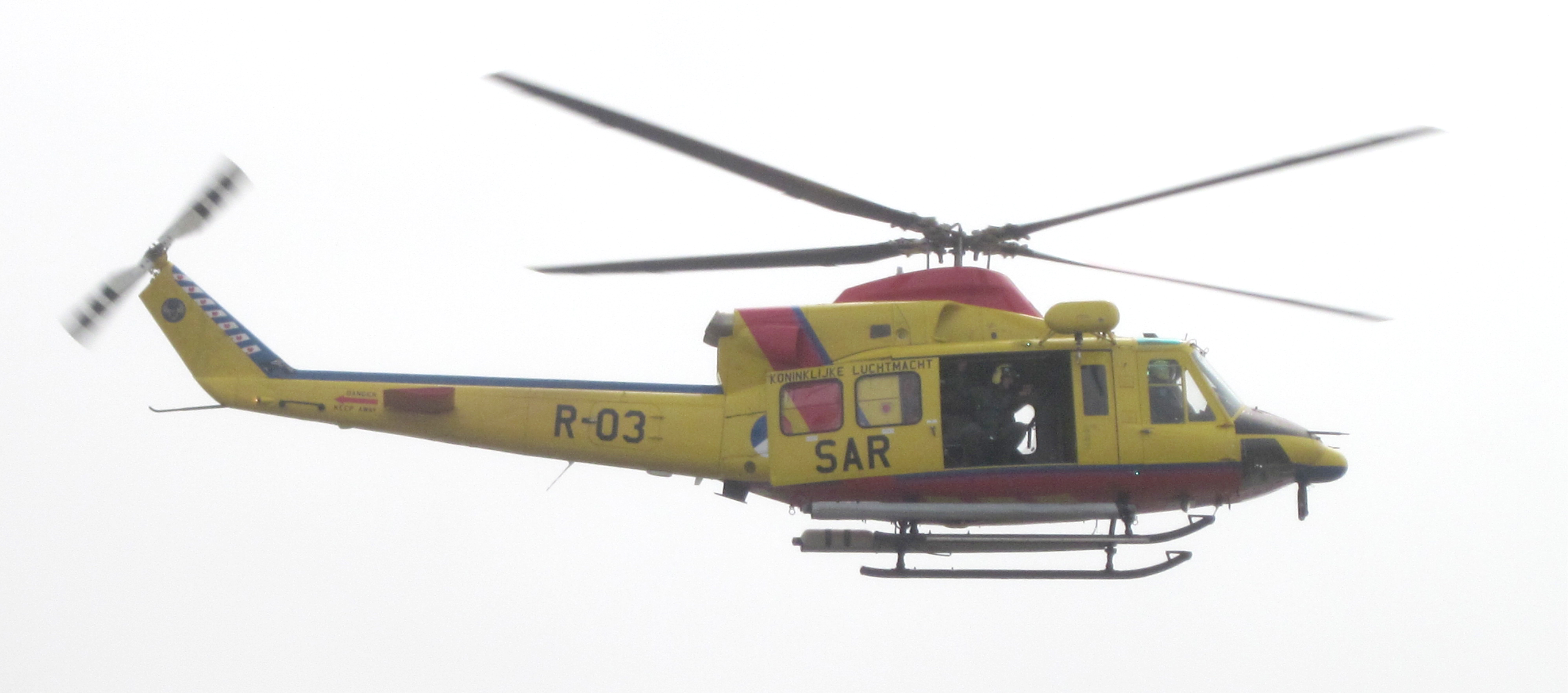
AB 412 -helikopter

Vlieland Heliport werd gebruikt voor search-and-rescue-operaties. Hiervoor werden Agusta-Bell 412-SP-helikopters gebruikt van het 303 Search and Rescue Squadron van de Koninklijke Luchtmacht. De thuisbasis van het squadron was de Vliegbasis Leeuwarden.
De helikopters worden gebruikt voor het opsporen en redden van militaire luchtvaartbemanningen in nood, voor vervoer van patiënten van de Nederlandse Waddeneilanden naar ziekenhuizen op het vasteland en voor reddingsoperaties van de Kustwacht.